# أحمد فهيم
أحمد أبو الفتوح أحمد، الشهير بـ”أحمد فهيم”، ممثل مصري شارك في العديد من المسلسلات المصرية.

## بدايته
عمل مساعدًا للفنان الراحل خالد صالح الذي تربطه به صلة قرابة (خاله)، حيث كان يتواجد معه دائما داخل مواقع التصوير، ليشارك بعدها في عدة أدوار صغيرة ببعض الأعمال الدرامية والسينمائية، من بينها دوره مع النجم خالد صالح في مسلسل «بعد الفراق»، ثم مسلسل «تاجر السعادة» ومسلسل «موعد مع الوحوش»، وايضا مسلسل «خاتم سليمان» بطولة خالد الصاوي، لكن أول فرصه حقيقية بالنسبة لـ«فهيم» فكانت مع المخرجة شيرين عادل بمسلسل «العار» بطولة مصطفى شعبان. «فهيم» يشارك في عدة أعمال درامية أبرزها، شخصية البلطجى نمرود في مسلسل «طاقة نور»، وشخصية الضابط ياسر في مسلسل «أرض جو»، وشخصية الشيخ الإخوانى حامد أبو النصر في مسلسل الجماعة، وأخيراً شخصيته الشهيرة المعلم بسبوسة في مسلسل ريح المدام، ثم سنة 2023 مسلسل جعفر العمدة في دور سيد العمدة.

## أعماله

### أفلام
| - التجربة المكسيكية:2024 - السيستم:2024-كمال رشدي - المنبر:2024 - عالماشي:2024 - عصابة الماكس:2024-علي - قصر الباشا:2024 - ابن الحاج أحمد:2023-غازي | - أبو نسب:2023-زيدان - جروب الماميز:2023-مدير شركة العقارات - مستر إكس:2023-فؤاد الناصح - سبع البرمبة:2019-دكتور المستشفي - علي بابا:2018-هشام العاصي - تصبح على خير:2017-صاحب عصام - جواب اعتقال:2017-إسماعيل الدجوى | - مش رايحين في داهية:2017-أمن الجيم - كابتن مصر:2015-مسجون - هز وسط البلد:2015 - الحرامي والعبيط:2013 - فبراير الأسود:2013-مدرب المنتخب - كف القمر:2011-صول قسم الموسكي - حلق حوش:1997-طبيب المستشفى |

### مسلسلات
| - حكيم باشا 2025-غراب - أعلى نسبة مشاهدة:2024-بندق - حدوتة منسية:2024-خيرت - فراولة:2024-حسن الشندويلي - نعمة الأفوكاتو:2024-بركات البرقع - جعفر العمدة:2023-سيد العُمدة - سفاح الجيزة:2023-رضوان - عملة نادرة:2023-عطية أبو عصاية - اللعبة 3: اللعب مع الكبار:2022-آسر - دنيا تانية:2022 - رانيا وسكينة:2022-عيسى - ملحمة موسى:2021 | - نسل الأغراب:2021-مُسعد - وكل ما نفترق:2021-عرفة - إسعاف يونس:2020 - البرنس:2020-رأفت - الوجه الآخر:2020-أمير - رجالة البيت:2020-ضيف شرف - أفراح إبليس ج2:2019 - بدل الحدوتة تلاتة:2019 - شقة فيصل:2019-شرشوبة - هوجان:2019-رمضان الورداني - ولد الغلابة:2019-عبدالقادر | - الوصية:2018-ح23 - سك على إخواتك:2018 - فوق السحاب:2018-صبحى ( عم نادية ) - أرض جو:2017-ياسر - الجماعة ج2: 2017-أبو النصر - الحالة ج:2017 - ريح المدام:2017-المعلم بسبوسة - طاقة نور:2017-النمرود - عائلة زيزو:2017 - لمعي القط:2017 - مأمون وشركاه:2016-ضابط شرطة | - نصيبي وقسمتك:2016-رمضان - العهد (الكلام المباح):2015 - أنا وبابا وماما ج2: 2015 - حق ميت:2015 - سلسال الدم 2: 2015-كرم - مولانا العاشق:2015 - ابن حلال:2014-حنا - إمبراطورية مين:2014 - شمس:2014 - الداعية:2013 - الكبير أوي ج3: 2013 | - فرعون:2013 - البلطجي:2012 - خرم إبرة:2012-كُوله - آدم:2011-أسامة - الريان:2011 - خاتم سليمان:2011 - العار:2010-شنواني - موعد مع الوحوش:2010 - تاجر السعادة:2009 - بعد الفراق:2008 |

### أخرى
- الأبواب المغلقة:2019
- صاحبة السعادة: 2014